# أنديرس تورستينسون
أنديرس تورستينسون (بالسويدية: Anders Torstensson)‏ هو لاعب كرة قدم سويدي، ولد في 19 فبراير 1966 في السويد.